# Loxerebia oberthueri
Loxerebia oberthueri är en fjärilsart som beskrevs av Charles James Watkins 1925. Loxerebia oberthueri ingår i släktet Loxerebia och familjen praktfjärilar. Inga underarter finns listade i Catalogue of Life.